# Persona (film)
Persona is een psychologische, experimentele film van de Zweedse regisseur Ingmar Bergman uit het jaar 1966.
De film werd destijds in Nederland en België uitgebracht als Maskers en won internationale prijzen. Enkele scènes werden gecensureerd in de VS en andere landen. Bij latere commerciële uitgaven werd de oorspronkelijke titel gekozen.

## Verhaal
De ziekenzuster Alma verzorgt de actrice Elisabet, die niet meer kan spreken. Alma praat voortdurend tegen haar patiënte, als ze eenzaam in het zomerhuis van de psychiater verblijven. Als Elisabet persoonlijke zaken van Alma doorbrieft, ontstaat een conflict. Droom en werkelijkheid lopen door elkaar, net als de persoonlijkheden van Elisabet en Alma.

## Rolverdeling
| Acteur             | Personage                              |
| ------------------ | -------------------------------------- |
| Bibi Andersson     | Alma                                   |
| Liv Ullmann        | Elisabet Vogler                        |
| Margareta Krook    | Psychiater                             |
| Gunnar Björnstrand | Meneer Vogler, echtgenoot van Elisabet |
| Jörgen Lindström   | Zoon van Elisabet                      |